# 白黏盲鰻
白黏盲鰻，為盲鳗科黏盲鰻屬的其中一種，分布於西太平洋越南海域，為深海魚類，棲息深度100-200公尺，體延長呈圓柱狀，體後方側扁，眼退化為皮膚所覆蓋，無上下頜，6個鰓孔和鰓袋，齒肌末端有鰓袋2-3個，黏液孔總數74-78個（前鰓孔18-21個，鰓孔0-1個，軀幹48-50個，尾部10-11個），咽皮管與最後的鰓孔匯合，身體顏色從白色到淺粉紅色，體長可達53公分，主要棲息在大陸坡泥底部，屬肉食性，主要以腐屍為食，沒有交配器官，性腺位於腹膜腔內，卵巢位於性腺的前部，睾丸位於性腺的後部，若性腺的顱部發育，則成為雌性；若性腺的尾部發生分化，則成為雄性，生活習性不明。